# Sergiu Luca
Sergiu Luca (Bucarest, 5 aprile 1943 – Houston, 6 dicembre 2010) è stato un violinista e insegnante statunitense di origine rumena.

## Biografia
Sergiu Luca nacque a Bucarest, in Romania. Iniziò a studiare il violino a quattro anni con un violinista zigano.  All’età di 7 anni, la sua famiglia si trasferì in Israele e all'età di 9 anni Luca debuttò con la Haifa Symphony Orchestra. Proseguì gli studi con Max Rostal a Londra e al Conservatorio di Berna (1958-1961), poi si trasferì negli Stati Uniti per studiare al Curtis Institute di Philadelphia con Ivan Galamian.  
Nel 1965 debuttò negli Stati Uniti con la Philadelphia Orchestra nel Concerto di Sibelius. Nel 1967 fu uno dei finalisti del Leventritt Competition. Debuttò a New York al Metropolitan Museum of Art nel novembre del 1969. A partire dagli anni ’70 Luca iniziò ad interessarsi alla musica antica e alla pratica filologica sul proprio strumento, utilizzando un violino Nicola Amati del 1699 (montato all’antica) e un arco barocco. In breve, Luca divenne un seguace della musica antica; durante la sua carriera suonò e registrò sia su violini con montatura all’antica che moderni.
Nel corso degli anni si attivò per dare vita a diversi festival musicali. Dal 1983 fino alla sua scomparsa fu professore alla William Marsh Rice University. 
Prese parte alla prima esecuzione del Concerto (1998-99) di Curtis Curtis-Smith (1941-2014). Col compositore William Bolcom (*1938) Luca collaborò alla stesura di diverse composizioni; suonò in prima esecuzione la Sonata n. 2 per violino e pianoforte (1978)  e suonò il Concerto (1983) in prima esecuzione nel 1984. 
Durante la sua carriera registrò le Sonate e Partite di Bach (secondo la prassi esecutiva antica), una parte del repertorio barocco, classico-romantico e del Novecento (Dvórak, Spohr, Bartók, Busoni, Janaček, Mendelssoh, Mozart, Schubert, Schumann, Tartini e altri). Incise prevalentemente per Delos, Nonesuch, Harmonia Music France e Argo-Decca.

## Scritti
- Salchow, William, Joseph Siegelman, Sergiu Luca, and Sonya Monosoff, Symposium: The Performer and the Bow, in «Journal of the Violin Society of America», 3 (Fall 1977), pp. 11–34